# Монгуелфо-Тезидо
Монгуѐлфо-Тезѝдо (на италиански: Monguelfo-Tesido; на немски: Welsberg-Taisten, Велзберг-Тайстен) е община в Северна Италия, автономна провинция Южен Тирол, автономен регион Трентино-Южен Тирол. Разположена е на 1087 m надморска височина. Населението на общината е 2804 души (към 2010 г.).
Административен център на общината е село Монгуелфо (на италиански: Monguelfo; на немски: Welsberg, Велзберг).

## Език
Официални общински езици са и италианският и немският. Най-голямата част от населението говори немски. В общината се говори и други романски език, ладинският.
| %     | Роден език      |
| 4,57  | Италиански език |
| 95,08 | Немски език     |
| 0,35  | Ладински език   |